# أسير

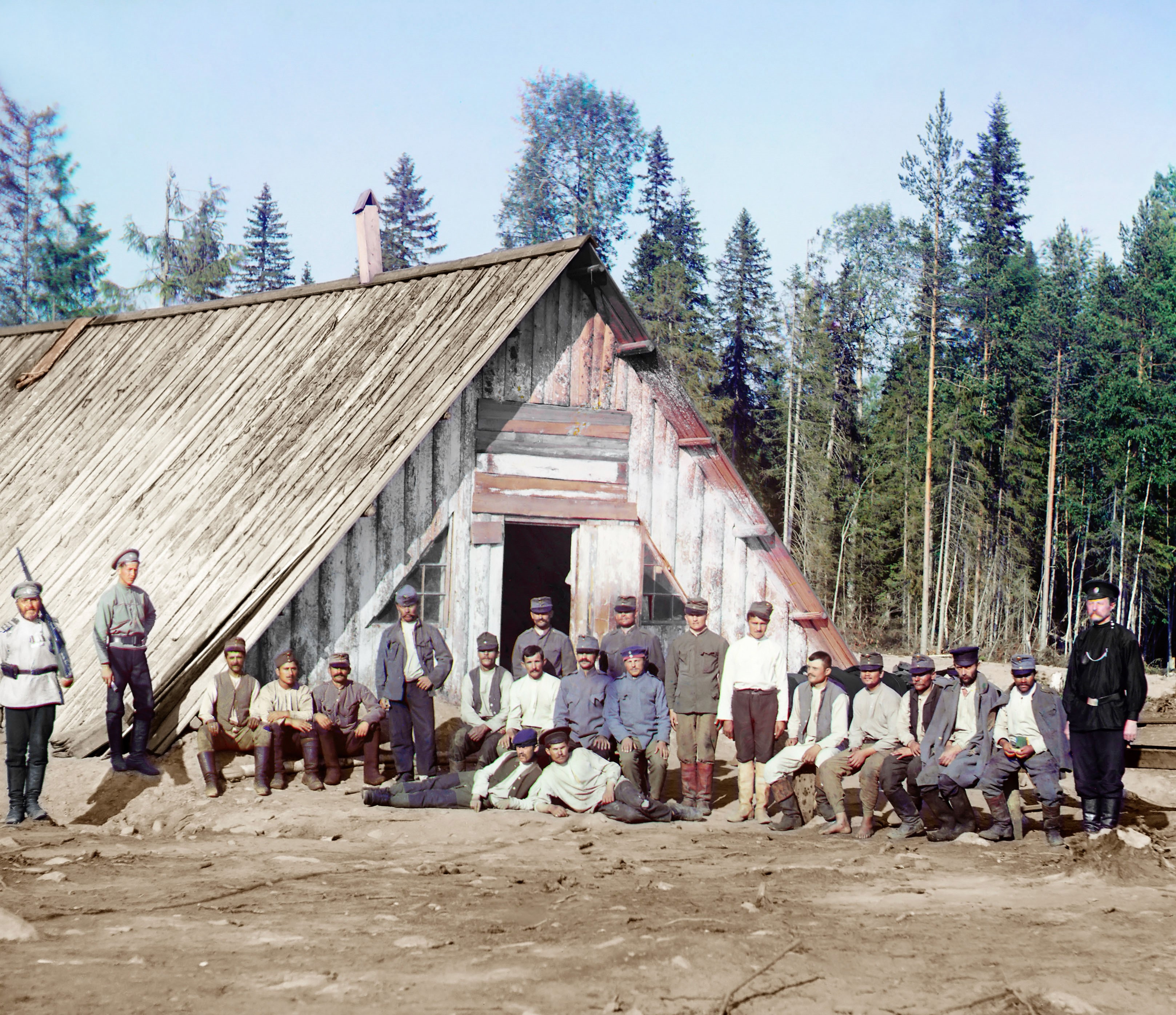
أسرى حرب من الجيش النمساوي-المجري في روسيا عام 1915

أسير حرب أو  سجين حرب  هو شخص، سواء كان مقاتلاً أو غير مقاتل، تم احتجازه من قبل قوى معادية له خلال أو بعد النزاع المسلح مباشرة. يُحتجز أسرى الحرب لمجموعة من الأسباب المشروعة والغير مشروعة كذلك، مثل عزلهم عن رفاقهم المقاتلين الذين لا يزالون في الميدان، أو التدليل على انتصار عسكري. وقد يكون احتجازهم لمعاقبتهم، أو محاكماتهم لارتكابهم جرائم حرب، استغلالهم للأعمال الشاقة، أو حتى تجنيدهم كمقاتلين واستمالتهم إلى المعتقدات السياسية أو الدينية الجديدة.

## نبذة
أسير حرب هو مصطلح في القانون الدولي الإنساني وفي شرائع أخلاقية أخرى يشير إلى مكانة المقاتل في جيش أو ميليشيا منظمة الذي وقع في أيدي عدوه. حسب القانون الدولي الإنساني، الذي تطور تدريجيا منذ 1863، تتضمن مكانة أسير حرب حقوق خاصة يتمتع بها الأسير مثل عدم محاكمته، عدم تعرضه للتعذيب، تلاقي علاج طبي كامل، الاستعانة بمنظمة الصليب الأحمر الدولية لمراقبة حالته الصحية وللاتصال بأقربائه وغيرها من الحقوق.

## مَن يُعَدُّ أسيرَ حَربٍ
حسب ميثاق جنيف الثالث من 1949، أسير حرب هو مقاتل شرعي وقع في أيدي عدوه عاجزًا عن القتال أو مستسلمًا. ويضم مصطلح «مقاتل شرعي» حسب هذا الميثاق على كل من العناصر التالية:
1. جندي في جيش دولة معترف بها.
2. جندي في جيش لكيان سياسي يدار كدولة ولو كان غير معترف به.
3. عضو في ميليشيا لا تخضع لأي دولة أو كيان سياسي بشرط أن تكون لها المميزات التالية: قيادة مسؤولة عن أعضاء الميليشيا، أزياء خاصة أو شعار يمكن ملاحظته في ساحة المعركة، يحمل أعضائها أسلحتهم علناً، تلتزم بالمواثيق الدولية.
4. مدني أمسك بسلاح للدفاع عن بلده من عدو يتقدم تجهه دون أن يكفي له الوقت للتجنيد.

وحسب هذا التعريف فإن المرتزقة والإرهابيون والجواسيس لا يتم اعتبارهم أسرى حرب. ولكن لا يتم تطبيق هذه القواعد بشدة فمثلا الأشخاص المتورطة في حرب العصابات ليسوا بجنود ولكن يتم اعتبارهمم أسرى حرب إن تم إلقاء القبض عليهم.

## طرق معاملة أسرى الحرب

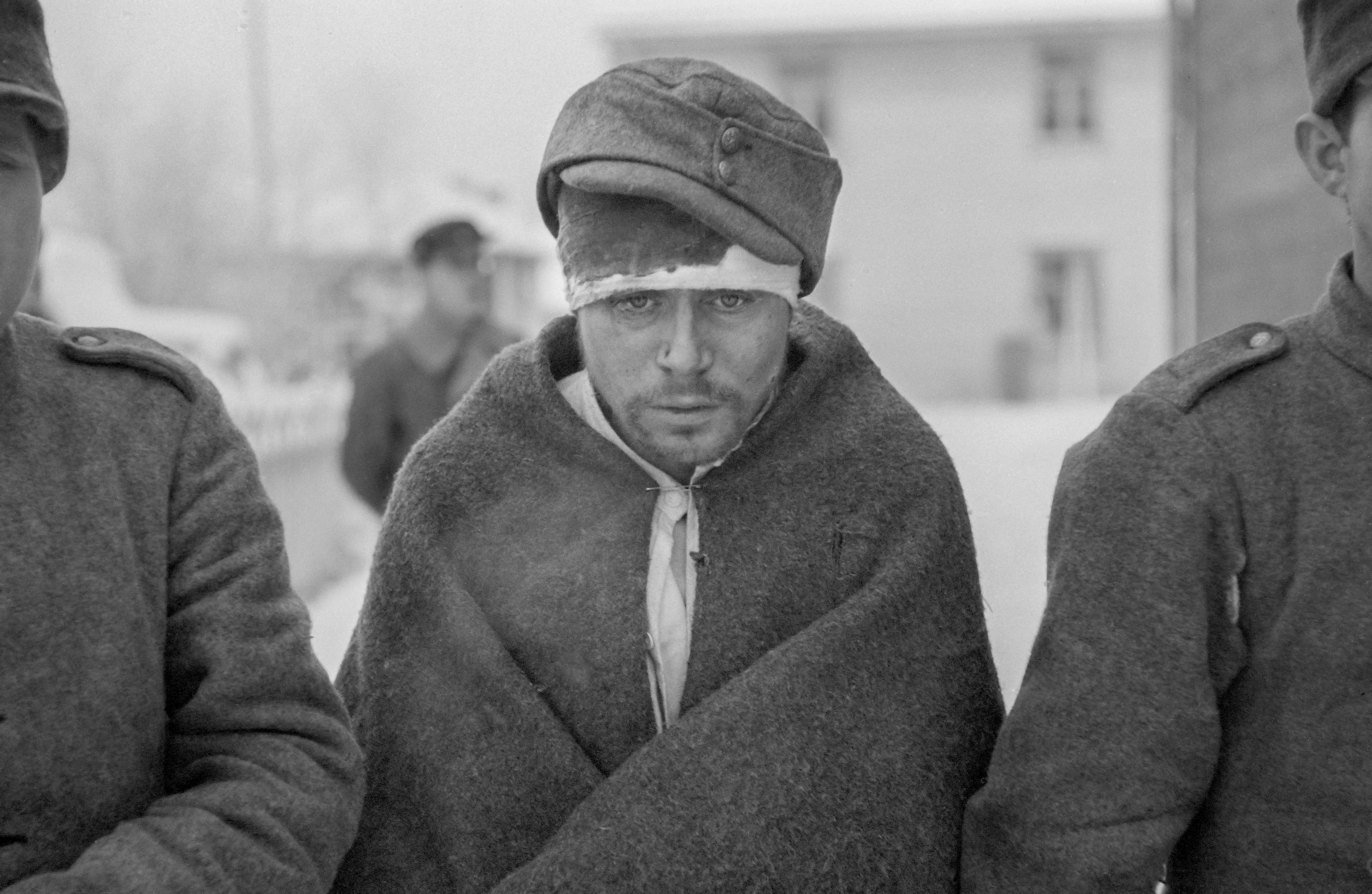
أسير حرب سوفيتي كان قد أسر جراء حرب الشتاء مرتدياً ملابس جديدة على تخوم الدائرة القطبية الشمالية في روفانييمي شمالي فنلندا خلال شهر يناير من عام 1940.

تفرض المعاهدات الدولية أن يلقى أسرى الحرب معاملة إنسانية وذلك منذ القبض عليه حتى الإفراج عليه أو عودته إلى وطنه. تحظر المعاهدات الدولية تعذيب أسرى الحرب كما أنها تنص على أن لا يطلب من أسير الحرب إلا اسمه وتاريخ ميلاده وحراسه ورقم الهوية العسكرية.
تنص إتفاقية جنيف الثالثة على إطعام وإشراب أسرى الحرب كما تشترط المادة 26 من الاتفاقية احترام عادات وتقاليد أسرى الحرب فمثلا لا يمكن إجبار أسرى يهود أو مسلمين أو جاينيين على أكل طعام يحرمه دينهم.
يجب أن يزود أسرى الحرب بلباس لائق ويكون هذا الزي إما من أسير الحرب أو زي يقوم بتوفيرها الآسر. ويبقي لأسير فأولاً، أسرى الحرب بعامة جنود ولا بد أن يكونوا مرتدين بزّات. فارتدأ لأسير حرب لزي مدني يعني أنه مدني وليس أسير حرب كما أن احتمال فراره يتزايد.
يحق لأسرى الحرب حسب المادة الثانية والسبعون من اتفاقية جنيف الثالثة إرسال رسائل إلى وطنهم وتسلمها منه كما يسمح لهم تسلم معونات سواء كانت طعاماً أو دواءً أو ثياباً.
في حال عدم احترام أسير حرب لقوانين المعسكر فأن اتفاقية جنيف تتضمن عدة بنود في خصوص معاقبة أسرى الحرب على أسس عادلة وإنسانية. فإذا حاول أسير الحرب الهرب فإن المادة الثانية والأربعين تقول إن استعمال أسلحة ضد أسرى حرب «وسيلة أخيرة» وأن استعمالها يحب أن يسبقه دائماً «إنذارات مناسبة للظروف».

## الحرب العالمية الأولى

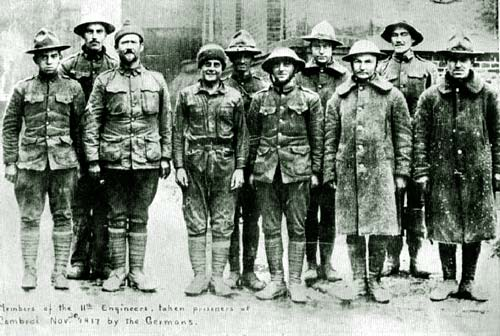
أسرى حرب أمريكيون في ألمانيا عام 1917

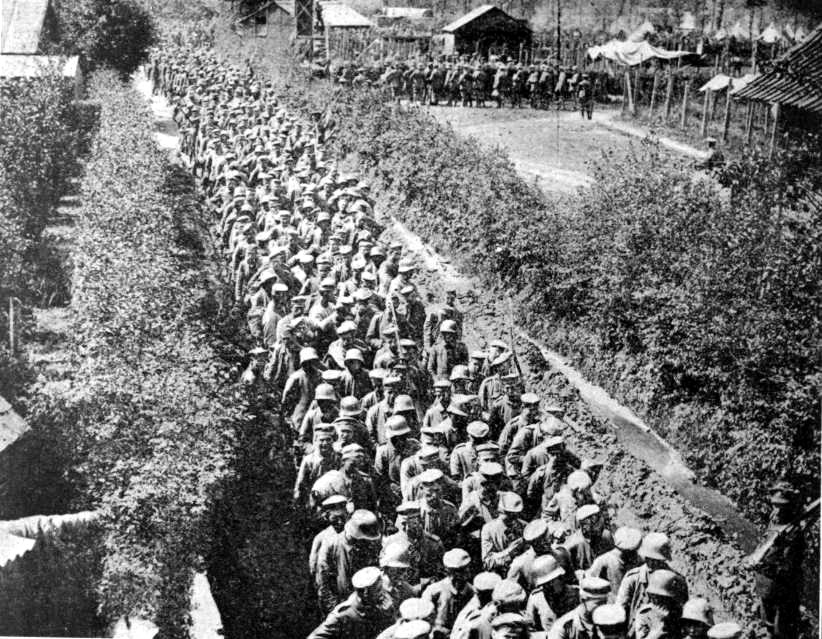
جنود ألمان وقعوا في الأسر على يد البريطانيين في الفلاندر شمالي بلجيكا.

استسلم خلال الحرب العالمية الأولى حوالي ثمانية ملايين رجل واحتجزوا في معسكرات احتجاز خاصة بأسرى الحرب حتى وضعت الحرب أوزارها. تعهدت جميع الدول بالعمل بقواعد لاهاي بشأن توفير معاملة عادلة لأسرى الحرب وعموماً فقد نجا الأسرى بنسبٍ أعلى من أقرانهم ممن لم يُسجنوا. ولم تكن عمليات الاستسلام الفردية للجنود شائعةً آنذاك، ولكن كان يمكن لوحدات عسكرية كبيرة أن تسلم جميع رجالها. أعلن 92,000 جندي روسي عن استسلامهم خلال معركة تاننبرغ عام 1914. وسُجن 20,000 جندي روسي حين استسلمت حامية كاوناس المحاصرة عام 1915. وشكل السجناء أكثر من نصف مجموع الخسائر الروسية من جرحى وقتلى وأسرى. وبلغ عدد الأسرى حوالي 3.3 مليون رجل.
قبضت الإمبراطورية الألمانية على 2.5 مليون أسير وقبضت الإمبراطورية الروسية على 2.9 مليوناً أما بريطانيا وفرنسا فقبضت على نحو 720,000 رجلاً، وجرى أسر معظمهم خلال الفترة التي سبقت عقد هدنة عام 1918. وقبضت الولايات المتحدة على 48,000 أسير. تكمنُ أكثر لحظات الأسرى خطورةً عند إعلانهم للاستسلام فأحياناً ما أردي الجنود قتلى عن طريقِ الخطأ. وتحسَّنت أحوال الجنود فور وصولهم للمعسكرات (وغالباً ما كانت أفضل عما هي عليه خلال الحرب العالمية الثانية) بفضل الجهود التي بذلها الصليب الأحمر الدولي ومراقبو الدول المحايدة.
تعرض أسرى الحرب لمعاملة أشد وطأةً في ألمانيا وفقاً لما سجله السفير الأمريكي في ألمانيا جيمس جيرارد (قبل دخول الولايات المتحدة للحرب)، ولقد نشر السفير ما أفضى إليه في كتابٍ حمل عنوان «سنواتي الأربع في ألمانيا». أما كتاب «هروب الأميرة بات» للكندي جورج بيرسون فيصف أوضاعاً أمر من ذلك في ألمانيا. وكان الوضع رديئاً على نحوٍ خاص في روسيا؛ فبلغت أحوال السجناء والمدنيين مبلغاً سيئاً على حدٍ سواء فانتشرت المجاعة ولقي أكثر من مليوني أسير مصرعهم. وكان ما يقرب من 375,000 من أصل 500,000 أسير نمساوي مجري سجنهم الروس قد فارقوا الحياة في سيبيريا جراء الجدري والحمى النمشية. ورغم نقص الطعام في ألمانيا إلّا أن نسبة من لقيوا حتفهم لم تتجاوز عتبة 5%.
عاملت الدولة العثمانية السجناء معاملةً سيئة في غالب الأمر. ألقي القبض على حوالي 11,800 جندي بريطاني معظمهم من الهنود في شهر أبريل من عام 1916 بعد حصار الكوت في بلاد الرافدين الذي استمر لمدة خمسة أشهر. وكان كثير من هؤلاء السجناء خائري القوى من الجوع عند استسلامهم وقد لقي 4,250 رجلاً حتفهم في الأسر.
أسرت قوات الدولة العثمانية 217 جندياً أسترالياً وعدداً غير معروف من الجنود البريطانيين والنيوزيلنديين والهنود خلال حملة سيناء وفلسطين. كانت نسبة حوالي 50% من الأسرى الأستراليين من الخيالة الأخفاء واشتملوا على 48 في عداد المفقودين يُعتقد أنهم وقعوا في الأسر في منطقة غور الأردن يوم الأول من مايو عام 1918. كما وقع مراقبون وطيارون أستراليون في أغلال الأسر في شبه جزيرة سيناء وفلسطين والشام. جرى أسر ما يمثل نسبة ثلث الأسرى الأستراليين في الحرب خلال حملة جاليبولي ومنهم طاقم غواصة «آيه إي 2» (AE2) التي استطاعت اختراق الدردنيل والوصوصل إلى بحر مرمرة في وجه الدفاعات العثمانية عام 1915. وسبقت عمليات التسيير القسري ورحلات القطارات المكتظة سنوات من الأسر في معسكرات الاعتقال التي انتشرت فيها الأمراض والجوع وسادتها المنشآت الطبية غير الملائمة. ومات حوالي 25% من الرتب العسكرية الأخرى، معظمهم جراء سوء التغذية، بينما توفي ضابط واحد.
ومن وقائع الحرب الجديرة بالذكر ما حصل في روسيا للفيلق التشيكوسلوفاكي المؤلف من سجناء تشيكوسلوفاك (من الجيش الإمبراطوري النمساوي المجري): فقد أطلق سراحهم عام 1917 وقاموا بتسليح أنفسهم وغدوا قوةً مسلحة مارست دوراً على الصعيدين العسكري والدبلوماسي خلال الحرب الأهلية الروسية.

## وصلات خارجية
- أفلام تاريخية حول أسرى الحرب في الحرب العالمية الأولى (بالإنجليزية)